# 南福克鎮區 (愛荷華州傑克遜縣)
南福克鎮區（英語：South Fork Township）是位於美國愛荷華州傑克遜縣的一個行政鎮區。

## 地方資料
根據2010年美國人口普查的數據，南福克鎮區的面積為93.93平方千米，當中陸地面積為93.17平方千米，而水域面積為0.76平方千米。當地共有人口4647人，而人口密度為每平方千米49.47人。